# Perwersja narcystyczna
Perwersja narcystyczna – forma dewiacji, opisana po raz pierwszy przez Paula-Claude’a Racamier w 1986 i 1992 roku.
Perwersja narcystyczna nie stanowi kryterium diagnostycznego ani psychiatrii, ani psychoanalizy, mimo iż termin ten może się kojarzyć z narcystycznym zaburzeniem osobowości. Nawiązując do pojęć perwersji i narcyzmu w znaczeniu, w jakim definiuje je psychoanaliza, Paul-Claude Racamier opisał perwersję narcystyczną jako „utrwaloną strukturę charakteryzującą się zdolnością stronienia od konfliktów wewnętrznych, a szczególnie żałoby, dowartościowując się kosztem manipulowanej osoby traktowanej jako narzędzie lub wykorzystywanej”.
W następstwie popularyzacji tego pojęcia na początku 1990 przez Alberto Eiguer i Marie-France Hirigoyen, liczne prace opisują perwersyjnego narcyza jako socjopatę działającego jak drapieżnik, który niszczy tożsamość swojej „zdobyczy”, uciekając się do manipulacji lub mobbingu.

## Historia definicji terminu
Termin « perwersja narcystyczna » zaproponował w 1986 roku Paul-Claude Racamier w artykule pt. Między psychiczną agonią, psychotycznym zaprzeczaniem i perwersją narcystyczną. Użył go następnie w 1987 roku w artykule pt. Perwersja narcystyczna i w 1992  roku w artykule Natura przyczyny. Jest on wynikiem teoretyzacji psychoanalitycznej, która łączy punkt widzenia Freuda na seksualność i na narcyzm.
Racamier definiuje perwersję narcystyczną następująco: 

utrwalona struktura charakteryzująca się zdolnością stronienia od konfliktów wewnętrznych, a zwłaszcza żałoby, dowartościowując się kosztem innej osoby, manipulowanej i traktowanej jako narzędzie lub wykorzystywanej.

Zdaniem Gérarda Bayle, Racamier nie stara się określać danej osobowości, lecz "zidentyfikować przyczyny problemów w interakcjach"; wyjaśnia, że termin  "usiłuje  opisać  i śledzić proces wypaczeń w rodzinach i w grupach".
Racamier precyzuje jednak: 

Nie należy liczyć na wyniesienie czegokolwiek z relacji z narcystycznym dewiantem, można jedynie mieć nadzieję, że wyjdzie się z niej bez szwanku.